# Phlegmariurus ascendens
 (décembre 2023).
Espèce
Synonymes
- Huperzia ascendens (Nessel) Holub
- Urostachys ascendens Herter ex Nessel (nom. inval.)

Statut de conservation UICN

VU : Vulnérable
Phlegmariurus ascendens est une espèce de plantes de la famille des Lycopodiaceae.
Son aire de répartition naturelle est le sud-ouest de la Colombie au nord de l’Équateur.
Phlegmariurus ascendens est un sous-arbuste qui pousse principalement dans le biome tropical montagnard.
Il est menacé de la perte de son habitat naturel.